# Fela Kuti
Fela Kuti, nascut com Fela Ransome Anikulapo-Kuti (Abeokuta, 15 d'octubre de 1938 - Lagos, 3 d'agost, 1997) fou un músic nigerià, considerat el «pare de l'afrobeat».
De formació autodidacta, a Londres, a mitjan anys seixanta, assoli crear un discurs musical eclèctic del jazz, del highlife ghanès i, sobretot, del soul; d'això sorgí el combinat panafricà més espectacular d'aquella conjuntura i començà a difondre la seva música amb el conjunt Koola Lobitos. El 1970, a Lagos formà successivament les orquestres Nigèria 70 i Àfrica 70, moment en què començà a actuar com a cantant; realitzà diverses gires per Àfrica amb cançons polititzades, en les que cridava a les poblacions a rebel·lar-se contra els dictadors, i arribà a fundar un diari contestatari a Lagos, Shirne, portant veu del moviment Young African Pioneers, front polític fundat per ell.
Entre 1973 i 1977 regentà a Nigèria una petita república, anomenada Kalakuta, dissolta per l'exèrcit el 1977. Llavors s'exilià a Ghana, però quan allí reinicià les seves activitats polítiques fou expulsat per orde del dictador Ignatius Kutu Acheampong. El 1980, al Caire, fundà l'orquestra Egipte-80 i reivindicà l'africanitat de l'antiga cultura de temps dels faraons, acusant els àrabs d'haver-se'n apropiat.
Tornà a Nigèria i el 1984 fou arrestat sota l'acusació de traficar amb divises; va ser alliberat el 1986. El 1989 realitzà una gira per Europa, amb la seva orquestra renovada Nigèria-88, i durant el 1992 es dedicà a propagar l'efecte alliberador de la marihuana. Ja malalt, el 1996 retornà al seu país, on morí l'any següent.